# Alexander Campbell
Sir Alexander Campbell KCMG PC QC (9 de março de 1822 – 24 de maio de 1892) foi um estadista e político canadense, um dos Pais da Confederação.

## Biografia
Nascido em Hedon, Yorkshire, mudou-se com seu pai, um médico, para o Canadá, quando tinha um ano de idade. Estudou francês na St. Hyacinthe em Quebec e grámatica em Kingston, Ontario. Formou-se em direito em 1843, tornando-se sócio de  John A. Macdonald.
Foi eleito para o Conselho Legislativo em 1858 e 1864. Participou da Conferência de Charlottetown e de Quebec em 1864, tendo sido nomeado senador na Confederação. Posteriormente, ocupou vários cargos ministerais no gabinete de John A. Macdonald.
Ele morreu no cargo, e foi enterrado no Cemitério de Cataraqui, em Kingston.

## Família
Em 1855, Campbell casou-se com Georgina Frederica Locke, filha de Thomas Sandwith de Beverley, Yorkshire, e sobrinha de Humphrey Sandwith III (1792–1874) de Bridlington. Ele deixou dois filhos e três filhas.